# Siparuna lindenii
Siparuna lindenii är en tvåhjärtbladig växtart som först beskrevs av Berthold Carl Seemann, och fick sitt nu gällande namn av A. Dc.. Siparuna lindenii ingår i släktet Siparuna och familjen Siparunaceae. Inga underarter finns listade i Catalogue of Life.